# Cuatresia cuneata
Cuatresia cuneata är en potatisväxtart som först beskrevs av Paul Carpenter Standley, och fick sitt nu gällande namn av Lynn Bohs. Cuatresia cuneata ingår i släktet Cuatresia, och familjen potatisväxter. Inga underarter finns listade i Catalogue of Life.